# Borova Ravan
Borova Ravan es una población rural de la municipalidad de Gornji Vakuf-Uskoplje, en Bosnia y Herzegovina.

## Demografía
Hasta 2013 la población era de 84 habitantes.